# کشتن ویراپان
کشتن ویراپان (به هندی: Killing Veerappan) فیلمی محصول سال ۲۰۱۶ و به کارگردانی رام گوپال وارما است. در این فیلم بازیگرانی همچون شیوا راجکومار، راهوئو، ساندیپ بهارادواج، یاگنا شتی، سانچری ویجی، پارول یادو ایفای نقش کرده‌اند.